# Природный парк

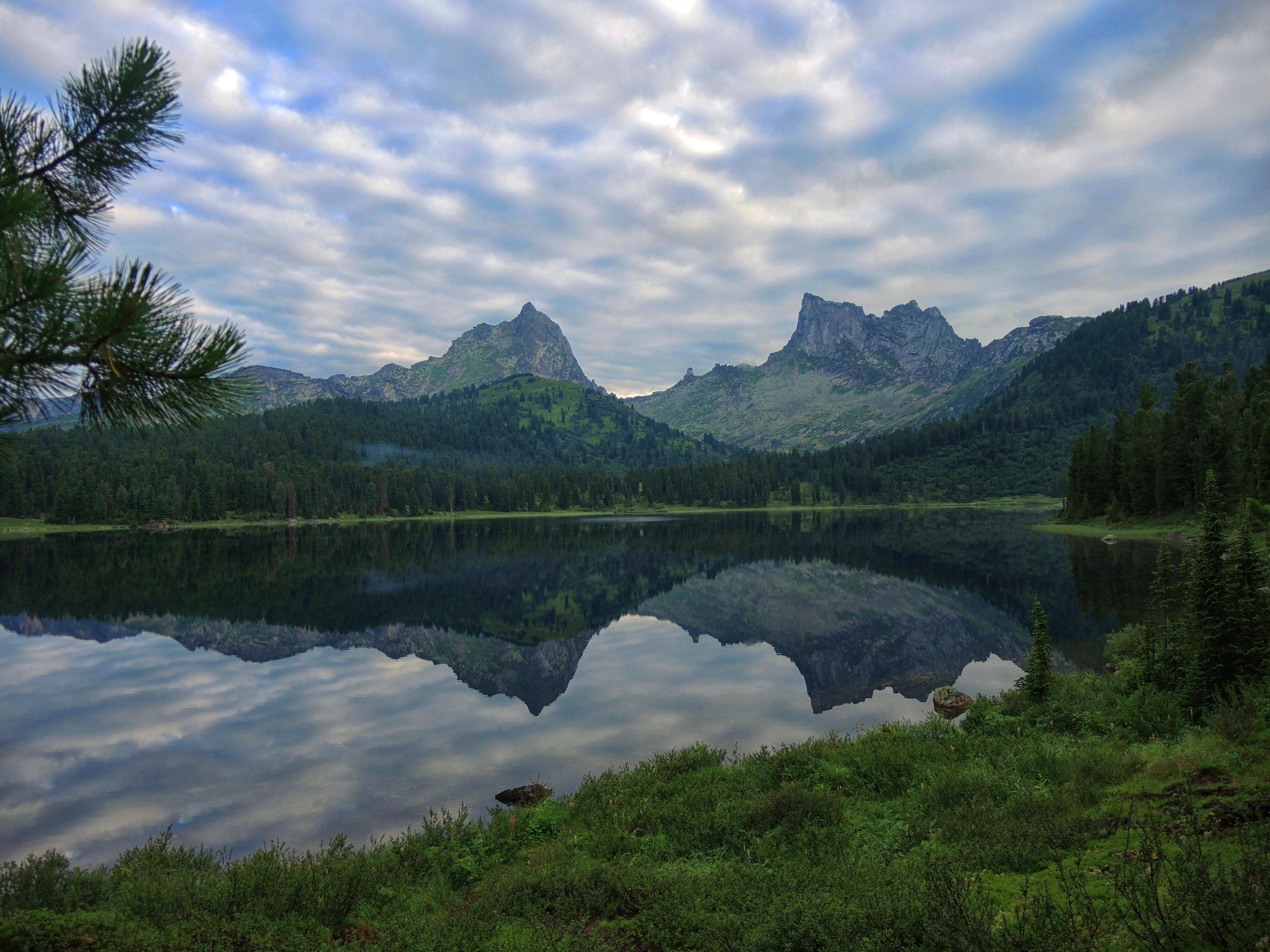
Природный парк Ергаки

Приро́дный па́рк — охраняемый обширный участок природного или культурного ландшафта; используется для: рекреационных (например, организованного туризма), природоохранных, просветительских и других целей. В отличие от заповедников, резерватов и некоторых других охраняемых территорий режим охраны в природных парках наименее строгий.

## Описание
Природные парки имеются в России, Франции, Германии, Австрии, Финляндии, Индонезии, Украине, Эстонии и многих других государствах.
В России правовое положение природных парков имеет сходные и отличные черты с положением национальных парков.
Отличие от национальных парков состоит в том, что решения об их образовании и структуре принимают органы государственной власти субъектов РФ, в то время как эти вопросы в отношении национальных парков чётко регламентированы в федеральных законах.
В России природные парки находятся в ведении субъектов Российской Федерации. Территории природных парков располагаются на землях, предоставленных им в бессрочное (постоянное) пользование, в отдельных случаях — на землях иных пользователей, а также собственников.

## Примеры

### Россия
- Звозский природный парк в Архангельской области.
- Природные парки «Ая» и «Предгорье Алтая» в Алтайском крае.
- Гагаринский природный парк в Смоленской области[2].
- Природные парки «Волго-Ахтубинское междуречье» и «Баскунчак» в Астраханской области.
- Природный парк «Бурейский» в Амурской области.
- Природный парк «Большой Тхач» и несколько других в Республике Адыгея.
- «Ивано-Арахлейский» в Забайкальском крае.
- Природный парк «Ровеньский» в Белгородской области.
- Природный парк «Олений» в Липецкой области.
- Природный парк «Шумак» в Бурятии.
- Природный парк «Птичья гавань» — единственный в России за пределами Москвы природный парк, расположенный на территории крупного города (Омск).
- Природные парки «Ергаки» B «Койское Белогорье» в Красноярском крае.
- Природный парк «Донской» в Ростовской области.
- Природный парк «Кумысная поляна» в Саратовской области.
- «Природный орнитологический парк в Имеретинской низменности», «Анапская пересыпь», «Вулканы Тамани» и «Маркотх» в Краснодарском крае.
- Симкинский природный парк устойчивого развития в Мордовии.
- Природные парки «Вепсский лес» и «Токсовский» в Ленинградской области.
- Природный парк «Максимова дача» в Севастополе.
- Природный парк «Хасанский» в Приморском крае.
- Природный парк «Северный Тиман» в Ненецком автономном округе.
- Природный парк «Воскресенское Поветлужье» в Нижегородской области.
- Природный парк «Пермский».
- Природный парк Республики Калмыкия и «Бамб цецг» в Калмыкии.
- Природный парк «Валаамский архипелаг» в Карелии.
- «Остров Монерон» и «Лагуна Буссе» в Сахалинской области
- Природные парки «Кораблекк», «Полуострова Рыбачий и Средний», «Сейдъявврь» и «Териберка» в Мурманской области.
- Природные парки «Нижнехопёрский», «Щербаковский», «Цимлянское пески», «Усть-Медведицкий», «Донской», «Волго-Ахтубинская пойма», «Эльтонский» в Волгоградской области.
- Природные парки «Бажовские места», «Оленьи Ручьи», «Река Чусовая», «Малый Исток» в Свердловской области.
- Природный парк «Тыва».
- Природные парки «Тарханкутский», «Белая скала», «Караларский», «Калиновский», «Воздухоплавательный комплекс Узун-Сырт, гора Клементьева» в Крыму.
- Природные парки «Аслы-Куль», «Кандры-Куль», «Ирендык», «Иремель», «Мурадымовское ущелье» в Башкортостане.
- Природные парки «Уч-Энмек», «Ак-Чолушпа», «Зона покоя „Укок“», «Белуха» в Республике Алтай.
- Природные парки «Усть-Бельск» и «Шаркан» в Удмуртии.
- Природные парки «Момский», «Живые алмазы Якутии», «Колыма», «Усть-Вилюйский» в Якутии.
- Природные парки «Вяземский» и «Хосо» в Хабаровском крае.
- «Хакасия»
- Природные парки «Самаровский Чугас», «Кондинские озёра», «Нумто» и «Северные Увалы» в Ханты-Мансийском автономном округе.
- Объединённый природный парк «Вулканы Камчатки», состоящий из 5 территорий, включая природные парки «Быстринский», «Ключевской», «Южно-Камчатский», «Налычево» на Камчатке.
- Природный парк «Полярно-Уральский» в Ямало-Ненецком автономном округе.

### Эстония
- Природный парк Вооремаа
- Природный парк Кырвемаа
- Природный парк Роосна-Аллику
- Природный парк Хаанья

### Казахстан
- Сырдарья-Туркестанский

### Турция
- Природный парк каньон Улубей